# 克勞狄烏斯
提貝里烏斯·克勞狄烏斯·凯撒·奥古斯都·日耳曼尼庫斯（拉丁語：Tiberius Claudius Caesar Augustus Germanicus，通稱克勞狄烏斯（Claudius），前10年8月1日—54年10月13日），他是羅馬帝國儒略-克勞狄王朝的第四任皇帝，41年—54年在位。
克勞狄烏斯是意外而登基為元首的。41年，皇帝卡利古拉遭到羅馬禁衛軍刺殺後，禁衛軍擁立這位克勞狄烏斯家族的中年男子，並受到元老院的承認而繼位為羅馬皇帝。他的統治力求各階層的和諧，凡事採取中庸之道，修補了卡利古拉時期皇帝與元老議員之間的破裂關係，提高行省公民在羅馬的政治權力，並興建國家的實業。後期史學家認為，羅馬帝國初期政治的中央集權統治型式，是在他的手中和平地轉移完成的。

## 早年

### 出身
克勞狄烏斯的生父德魯蘇斯，是皇帝提庇留的同胞弟弟。德魯蘇斯與小安東尼婭結婚，生下日耳曼尼庫斯與克勞狄烏斯。克勞狄烏斯在父親任職於高盧時期，於前10年出生於路格杜努·高卢（今日的法國里昂地區）。克勞狄烏斯在嬰兒時期，父親就去世了。後來，他的兄長日耳曼尼庫斯受到屋大維的收養，因此便由他繼承克勞狄烏斯的家門。
克勞狄烏斯在童年與少年時期，因為身體的殘疾（可能患有小兒麻痺）而在外型上有著明顯的缺陷，使得他在身心兩方都缺乏活力。他的母親安東尼婭常稱他「只由自然產生，卻未被自然完成的怪人」。在他成年之後，他的叔祖父屋大維（奧古斯都）曾在信函中提到：「⋯⋯如果他是健全的，那麼我們有什麼理由懷疑，他應該像他哥哥那樣一步步地受到提拔呢？然而，如果我們清楚地知道他身心發展不健全，我們就不該給慣於嘲弄和挖苦的人，提供他本人以及污辱我們的把柄⋯⋯」
因此，在奧古斯都到提庇留兩位皇帝的任內，這位克勞狄烏斯家族的成員，從未得到任何參與公眾生活的機會。

### 研讀學問
克勞狄烏斯自少年時，便專注於閱讀典籍及研習學問。他在李維的教導下研究歷史，著有20卷伊特魯里亞、8卷迦太基的歷史作品（但今已佚傳），並曾打算為馬克·安東尼作傳，但後因涉及奧古斯都的負面材料而作罷。他還鑽研當時的語言，並為了符合語言學的要求而起用了新的拉丁字母。

### 就任執政官
在他的侄儿卡立古拉就任皇帝之後，37年，他首度擔任羅馬的執政官。但這項虛榮並未為他帶來人們的尊重。由於過去未曾受到從政方面的栽培，使得克勞狄烏斯無法清楚地在公眾之前發表演講；而卡利古拉也是以嘲弄的心態看著這位叔叔的窘態。因此，人們從未重視過這位皇室成員，總是以看笑話的方式看著他在公共場合中的失言失態。

### 意外登基
激起羅馬許多階層人民厭惡的卡利古拉，在41年受到近衛軍長官的刺殺，卡利古拉的妻子與女兒一併被處死。近衛軍找到時年50歲的克勞狄烏斯，士兵高呼他為皇帝，並將他帶到軍營保護。克勞狄烏斯以為近衛軍造反，十分害怕，後來情勢才逐漸明朗。當元老院得知卡利古拉身亡，立刻開會討論今後局勢，有人提議恢復為共和體制；後來，眾人還是決定維持奧古斯都建立的元首制度，認同近衛軍的行為，承認克勞狄烏斯擁有皇帝的一切權力。

## 皇帝

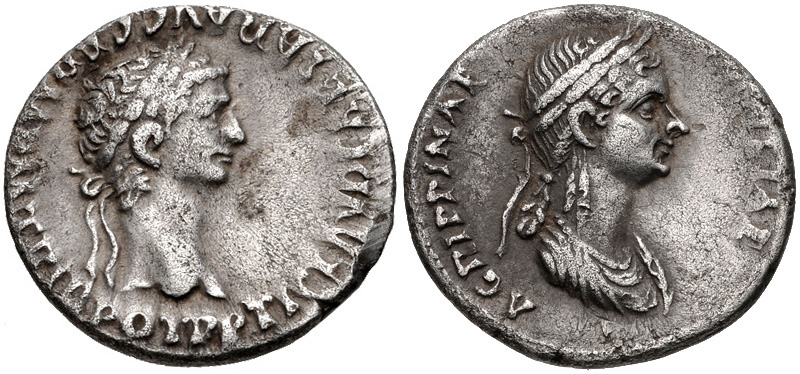
皇后阿格里皮娜（右）和皇帝克勞狄一世（左）的第納里烏斯（硬幣），鑄造於公元50-54年。

### 執政
由於卡利古拉的許多倒行逆施之舉，造成各階層人民對於皇帝的敵視。克勞狄烏斯上台之後，立刻表示對元老院的特殊尊崇，許多行政措施交由元老院做最後決定；他也尊重羅馬次級的政治團體──氏族大會（庫里亞）與公民大會，並不以自己的意志而壓制他們的聲音。他為解決「元老議員不得營利」的情況，使用自己的權力修改法律，讓元老能夠擔任辯護律師並收取限制以下的酬勞。他個性謙遜溫和，拒絕使用統帥作為頭銜。他常親自出席司法的聽審與訴訟判決。為提高自己在軍隊中的聲望，他親自帶兵到不列顛征服當地的叛變（參見羅馬征服不列顛）。這些都使得他在短期內獲得人民的愛戴。

### 實業興建
克勞狄烏斯完成的公共工程不多，但卻都相當重要。他開挖亞平寧山上的富基努斯湖，將湖水經由引水道引入羅馬城；這項工程花了11年的時間終告完成，共修成了長達3英哩的排水道。另一件重大工程，則是擴建羅馬的外港奧斯提亞，在港外兩側建了兩道弧形防波堤，並在入口處的深水段修築了攔波堤，最後以亞歷山大城的法洛斯島燈塔為原型，立了一座燈塔以指引夜間來往的船隻。

### 行省地位的提升
羅馬元老院的組成分子，只從羅馬、意大利的高層公民選出，對於從凱撒時代征服後的高盧行省，大部分都無從進入。在克勞狄烏斯年代，經過了一場激烈的辯論之後，他同意授與比利時高盧這些後期歸化的地區，也有獲選進入元老院的資格。

### 猶太問題
居住在亞歷山大城的居民，長久以來因為希臘裔與猶太裔雙方的意識型態差別，彼此經常爆發流血衝突。克勞狄烏斯在即位之後，在41年發了一道敕令，以全體亞歷山大城的居民為訴求的對象：
⋯⋯至於到底是哪一個團體要為那場與猶太人的械鬥（或者如某些人口中的戰爭）負責，⋯⋯我並不願意作嚴苛的調查，雖然我心中充滿對於挑釁者的深深憤怒。我再次昭告諸君，立刻停止這種彼此之間毀滅性的頑固敵對心態，否則我將被迫向你們展示一個仁慈的第一公民是可以如何行使他的正義之拳。因此，由我再次提醒諸君，你們的祖先，亞歷山大城過去的居民，是如何地向遷居於此的猶太居民表示友善，並且未對他們所尊崇神明的儀式顯出任何蔑視，在尊貴的神君奧古斯都的時代，聽任猶太人遵循自己的習俗生活。我在聽過兩造雙方的說詞之後，也同樣尊重猶太人與我們不同的特殊習俗。但在另一方面，我也要明白地告訴猶太人，安於目前已經擁有的特權，不准為了更進一步的要求而做出過激的行為，而且，未來也不許派出自己的特使團越級請願，彷彿自己是居住在另一個完全不同的城市，並且也不准因為自己的信仰而對希臘式體育賽會施加壓力，因為那是屬於全體城市居民的娛樂；此外，不准從埃及其它地方或者敘利亞地區無限制地帶來新的猶太社群，這種行徑讓我不得不懷疑其背後有更嚴重的動機。否則，如同對付一場感染全世界的瘟疫一般，我將會採取一切手段進行報復。如果，亞歷山大城內的諸君能夠放下這些爭端，你們能夠答應彼此以祖先的方式和平共存，我將為這座城市傾注永恆的關注，如同一座與我們長久以來維持的傳統友誼的城市⋯⋯
在這封公開信中，克勞狄烏斯採用恩威並行的手法，展現出他是羅馬第一個正確理解動亂事件本質的皇帝。

### 內廷政治的開始
由於克勞狄烏斯是在中年時期才意外地當上皇帝，他在先前並沒有執政班底的準備人才。因此克勞狄烏斯重用了他自己家庭裡的被釋奴隸來擔任秘書的工作；久而久之，克勞狄烏斯的家庭便成了國家行政的核心。他的幾位秘書：帕拉斯、納爾奇蘇斯、波力比烏斯、卡利斯圖斯，都在他當政期間的權力極速地膨脹擴大了。

### 陰謀與婚姻
克勞狄烏斯在擔任皇帝之後，曾經面對多次的動盪。亞細亞庫斯曾在黨爭中，密謀暗殺皇帝克勞狄烏斯，但受到破獲而失敗，皇后美撒利娜更是趁機擴大株連、消滅政敵。達爾瑪提亞的副將富裡烏斯打算發動內戰，但在5天之內由於軍團的恐懼而被鎮壓。
克勞狄烏斯在即位前有過三次婚姻。他在未成年時就曾與利維婭·米杜里娜訂婚，但女方在婚前就去世了。後來他再與埃利娜·帕伊提娜結婚，她為他生了一個女兒，但卻早夭，不久他們就因生活上的爭吵而離婚。第三次婚姻則是與表兄之女瓦列利亞·美撒利娜結婚，美撒利娜接連為了他生了一個女兒屋大維婭和兒子不列塔尼庫斯，兩年後，克勞狄烏斯當上皇帝，美撒利娜也跟著成了帝國的皇后。
美撒利娜在成為皇后之後，權勢與慾望愈加增大。她為了確保自己的兒子未來的皇位繼承，極力打壓有機會繼承的皇族相關人員，包括未來皇帝尼祿的母親阿格里庇娜。美撒利娜還為了奪取皇帝秘書波力比烏斯的豪宅，便找到機會以大逆謀反的企圖，讓克勞狄烏斯誅殺了自己的秘書。
48年，美撒利娜趁著皇帝不在城內，與她的情夫蓋烏斯·西利烏斯舉辦了一場婚禮。克勞狄烏斯聽到之後，除了妻子的不貞之外，他還擔心這是一項陰謀奪取自己皇位之舉。他氣急敗壞地趕回羅馬，換上自己的親信布魯斯為新的近衛軍長官，下令逮捕皇后、西利烏斯以及參加婚禮的人員。皇帝秘書納爾奇蘇斯阻擋皇后親面向克勞狄烏斯求情的機會，逼迫美撒利娜自殺，西利烏斯、以及被牽連的許多元老、高級官吏和軍官一起被殺。
日耳曼尼庫斯的女兒──阿格里庇娜，此時以皇帝姪女的身份，進入宮廷協助處理克勞狄烏斯的家務。克勞狄烏斯在美撒利娜死後，決定再次結婚，並由秘書帕拉斯的牽線促成，49年，阿格里庇娜便與自己的叔父克勞狄烏斯結婚。她還讓過去婚姻中所生下的兒子「尼祿（此前的名字為多米提烏斯）」過繼而來。

### 死亡
54年10月，克勞狄烏斯在一場家庭晚宴中，因食物中毒而死。時人普遍懷疑是阿格里庇娜所投的毒。克勞狄烏斯享年64歲，在位14年。他死後受到王者的葬禮，名字被列為神靈。尼祿當政後曾取消這個榮譽，但後來維斯帕先恢復了他「神聖的」稱號。

## 評價
克勞狄烏斯在塔西佗的筆下被描寫成為一個懦弱的皇帝。這位史學家認為，克勞狄烏斯受到自己的被釋奴隸、妻子所操弄，是一個無能者的典型。史家更從他秘書所獲致的巨富，推定內廷的貪污腐敗必然十分嚴重。而在刑事司法上，他多次因恐懼旁人的陰謀奪權，而擴大處刑的範圍，並且不拒絕對嫌疑犯的拷打求供，以及將叛亂份子投予猛獸咬死的殘酷刑罰，因此他在這方面的措施並不為後人稱善。
然而，克勞狄烏斯能在卡利古拉遇刺後，迅速地平息羅馬在政治與經濟上的情勢，並對帝國的穩定發展做出了一定的貢獻。在1912年所出土的《致亞歷山大里亞居民（页面存档备份，存于）》（41年）的親筆信扎中，涉及了亞歷山大城複雜的市政議會問題，與城裡希臘裔和猶太裔居民之間的微妙關係；克勞狄烏斯在信件內容中展現出驚人的豐富知識，不僅從理論上著眼，更是從實際出發而對情況有著全面的瞭解，並顯出非凡的機智。此外，在日後弗拉维王朝的維斯帕先、提圖斯、圖密善等皇帝的繼位誓詞中都有這麼一段：「吾將尊循神君奧古斯都（指屋大維）、提庇留、克勞狄烏斯之施政⋯⋯」。從這些地方點來看，他的表現最終還是得到了當代人士與現代史學界的正面評價。

## 外部連結
- 《神聖的克勞狄傳》 蘇埃托尼烏斯、英譯本Archive.today的存檔，存档日期2012-06-30